# 청토회
청토회(靑土會)는 1963년 5월에 창립된 동양화가들의 모임이다. '각자의 개성을 살려 작품활동을 자주 하기 위하여'라는 평범한 취지로 출발한 모임으로 30대에서 50대에 이르는 동양화의 현역작가가 다수 참여하였으며 작품 경향에 관계없이 모인 그룹이다. 창립회원은 권순일, 이선옥, 김옥진, 김석중, 김용원, 김재호, 나부영, 민중기, 박노수, 박경준, 박세원, 방조철, 소영주, 신화순, 안봉규, 안상철, 오석환, 이건걸, 이상재, 이완수, 이열모, 이영찬, 이재호, 이현옥, 이희세, 장철야, 전영화, 정은영, 조복순, 천경자, 성재휴, 황만영, 황서성, 송형근, 송수남, 이병식, 장선백이다.